# Scott Mayfield
Scott Thomas Mayfield (* 14. Oktober 1992 in St. Louis, Missouri) ist ein US-amerikanischer Eishockeyspieler, der seit April 2013 bei den New York Islanders aus der National Hockey League unter Vertrag steht und für diese auf der Position des Verteidigers spielt.

## Karriere
Mayfield verbrachte einen Teil seiner Jugend im Nachwuchsprogramm der St. Louis Blues aus seiner Geburtsstadt, ehe er kurz vor seinem 17. Geburtstag in die United States Hockey League wechselte und dort zwei Jahre lang für die Youngstown Phantoms auflief. Am Ende seiner Zeit in Youngstown wurde der Verteidiger im NHL Entry Draft 2011 in der zweiten Runde an 34. Gesamtposition von den New York Islanders aus der National Hockey League. Zunächst schrieb er sich aber an der University of Denver ein. Neben seinem Studium spielte er parallel für das Universitätsteam in der Western Collegiate Hockey Association, einer Division im Spielbetrieb der National Collegiate Athletic Association. Binnen der zwei Jahre an der Universität sammelte der Abwehrspieler in insgesamt 81 Partien auf Collegeniveau 29 Scorerpunkte.
Im April 2013 unterzeichnete Mayfield  schließlich seinen ersten Profivertrag mit den Islanders und beendete damit sein Studium vorzeitig. Den restlichen Verlauf der Spielzeit 2012/13 verbrachte der Abwehrspieler bei New Yorks Farmteam, den Bridgeport Sound Tigers in der American Hockey League (AHL). In der folgenden Saison lief der US-Amerikaner ebenfalls für Bridgeport auf, ehe er gegen Saisonende im April 2014 erstmals für New York in der NHL debütierte. Auch in den Spieljahren 2014/15 und 2015/16 war Mayfield fester Bestandteil des Kaders der Sound Tigers, jedoch kam er immer wieder sporadisch zu Einsätzen für die Islanders. Im Sommer 2016 verlängerte das Management den auslaufenden Vertrag des Defensivakteurs um zwei Jahre. Im Verlauf der Saison 2016/17 pendelte er häufiger zwischen NHL- und AHL-Kader, bevor er sich schließlich im Folgejahr im NHL-Aufgebot der Islanders etablierte.
Im Juli 2023 unterzeichnete Mayfield einen neuen Siebenjahresvertrag in New York, der ihm ein durchschnittliches Jahresgehalt von 3,5 Millionen US-Dollar einbringen soll.

### International
Für sein Heimatland spielte Mayfield bei der World Junior A Challenge 2010 im kanadischen Penticton in der Provinz British Columbia. Die U19-Auswahl der US-Boys führte er dabei als wertvollster Spieler des Turniers zum Gewinn der Goldmedaille. In vier Turnierspielen steuerte er eine Torvorlage bei. Zudem wurde er ins All-Star-Team berufen.

## Erfolge und Auszeichnungen
- 2011 Teilnahme am USHL All-Star Game
- 2013 WCHA All-Academic Team

### International
- 2010 Goldmedaille bei der World Junior A Challenge
- 2010 Wertvollster Spieler der World Junior A Challenge
- 2010 All-Star-Team der World Junior A Challenge

## Karrierestatistik
Stand: Ende der Saison 2024/25

### International
Vertrat die USA bei:
- World Junior A Challenge 2010

(Legende zur Spielerstatistik: Sp oder GP = absolvierte Spiele; T oder G = erzielte Tore; V oder A = erzielte Assists; Pkt oder Pts = erzielte Scorerpunkte; SM oder PIM = erhaltene Strafminuten; +/− = Plus/Minus-Bilanz; PP = erzielte Überzahltore; SH = erzielte Unterzahltore; GW = erzielte Siegtore; 1 Play-downs/Relegation; Kursiv: Statistik nicht vollständig)